# Jeremy Corbyn
Jeremy Corbyn (* 26. května 1949 Chippenham) je britský politik. Od září 2015 do dubna 2020 byl předsedou opoziční Labouristické strany. Do svého vyloučení ze strany v roce 2024 patřil mezi členy levicového křídla strany. Ve funkci nahradil Eda Milibanda, který rezignoval po prohře labouristů ve všeobecných volbách. Na sjezdu Labouristické strany v dubnu 2020 byl novým předsedou a vůdcem opozice zvolen Keir Starmer.
Od roku 1983 působí jako poslanec Dolní sněmovny za volební obvod Islington North, nejdříve za labourstickou stranu, od voleb v roce 2024 jako nezávislý.

## Život

### Mládí a počátky kariéry (1949–1982)
Narodil se ve městě Chippenham, Wiltshire v roce 1949. Jeho otec, David Corbyn, byl elektrotechnik a expert na usměrňovače, jeho matka, Naomi, učitelkou matematiky. Oba rodiče byli v mládí míroví aktivisté, kteří se potkali během španělské občanské války. Když mu bylo sedm let, rodina se přestěhovala do hrabství Shropshire. V tamním městě Newport navštěvoval školu Adams' Grammar School. V roce 1966 vstoupil do Labouristické strany a její mládežnické organizace Mladí socialisté. Stejně jako do Ligy proti krutým sportům.
Po škole dva roky dobrovolničil v organizaci Voluntary Service Overseas na Jamajce. Poté byl zaměstnán v odborech National Union of Public Employees (NUPE). Během zaměstnání také neúspěšně studoval na University of North London. Následně pracoval v dalších odborech (NUTGW).
V roce 1974 byl zvolen zastupitelem v londýnském obvodu Haringey, kde zasedal až do roku 1983. V roce 1981 také spolupracoval na neúspěšné kampani Tonyho Benna na místopředsedu Labouristické strany. V téže době byl zvolen tajemníkem labouristické místní organizace v obvodě Islington.

### Člen parlamentu (1983–2015)
V roce 1982 byl vybrán za kandidáta Labouristické strany v londýnském volebním okrsku Islington North. Ve volbách roku 1983 byl zvolen poslancem a ihned se přidal k parlamentní skupině Socialist Campaign Group, která sdružuje levicové křídlo labouristických poslanců. Krátce poté začal psát pravidelný sloupek v levicových novinách Morning Star, do kterých píše dodnes. Ve svém okrsku byl následně sedmkrát znovuzvolen a byl členem mnoha výborů a komisí.
Corbyn platil za rebela i ve vlastní straně, v období let 2001 až 2010 ve 24 % hlasování hlasoval proti ní. V roce 2001 byl zvolen do řídícího výboru protiválečné koalice Stop the War Coalition, která ve Spojeném království demonstrovala proti válce v Afghánistánu a válce v Iráku. V roce 2003 řečnil na řadě protiválečných shromážděních a otevřeně vystupoval proti válce v Iráku. V roce 2011 se stal předsedou Koalice. V roce 2006 byl jedním z dvanácti poslanců Labouristické strany, kteří podpořili návrh vyšetřování války v Iráku, jež v parlamentu navrhly strany Plaid Cymru a Skotská národní strana. Činili tak proti oficiálnímu směřování své strany, kterou tehdy řídil Tony Blair. Corbyn je také otevřeně proti zbraním hromadného ničení a od roku 1966 je členem organizace Campaign for Nuclear Disarmament (CND).

#### Aktivismus
Corbyn proslul již v osmdesátých letech 20. století, kdy obhajoval neprávem odsouzené tzv. Guildford Four a Birmingham Six, které soudy odsoudily za teroristické útoky ze 70. let, ale později zpětně shledaly nevinnými. Corbyn se dále účastnil kampaně za osvobození odsouzených Jawada Botmeha a Samary Alami za bombové útoky z roku 1994. Rozsudky však byly potvrzeny i vyššími instancemi.
Corbyn je členem řady odborů, jež ho také často sponzorují (například Unison, RMT nebo Unite the Union). Současně je zastáncem antifašismu a několikrát řečnil na antifašistických demonstracích. Angažuje se také v Jižní a Střední Americe. Byl známým odpůrcem apartheidu v Jihoafrické republice a členem organizace Anti-Apartheid Movement (AAM). V roce 1984 byl zadržen za protestování před budovou South Africa House.
V neposlední řadě je členem organizace Amnesty International, se kterou vedl kampaň, aby byl diktátor Augusto Pinochet souzen za své zločiny.

### Předseda Labouristické strany (2015 až 2020)
Po drtivé porážce Labouristické strany ve volbách 2015 odstoupil v květnu 2015 tehdejší předseda Ed Miliband. V červnu 2015 se objevily zprávy, že Corbyn bude kandidovat na předsedu. Tehdy Corbyn oznámil, že hlavním tématem jeho kampaně bude protiškrtová politika. Dne 12. září 2015 byl již v prvním kole zvolen předsedou strany se ziskem 59,5 % hlasů. Tím se také oficiálně stal lídrem britské opozice.
Na sjezdu Labouristické strany dne 4. dubna 2020 byl novým předsedou a vůdcem opozice zvolen Keir Starmer.
V červenci 2025 založil Corbyn novou levicovou stranu.

## Názory
Corbyn není jasným zastáncem členství Spojeného království v Evropské unii. Byl proti přijetí Lisabonské smlouvy, která dala EU možnost získávat nové pravomoci a zavedla většinové hlasování místo jednomyslného rozhodnutí v oblastech jako je imigrační politika. Corbyn také kritizoval postup EU během dluhové krize v Řecku. Přestože podporoval vyhlášení referenda o členství Spojeného království v Evropské unii, tak hlasoval pro setrvání Spojeného království v EU a doporučil to samé i voličům Labouristické strany. Je příznivcem vyššího zdanění bohatých lidí a opětovného znárodnění železnic a energetických společností, ostře kritizuje rozpočtové škrty. Podporuje jaderné odzbrojení Británie.
Corbyn se považuje za pacifistu a kritizoval Američany vedenou invazi do Iráku v roce 2003, válku v Afghánistánu nebo vojenskou intervenci NATO v Libyi v roce 2011. Jednání Islámského státu přirovnal k zahraničněpolitickému chování Spojených států. Corbyn kritizoval izraelskou okupaci palestinských území a protestoval proti válce v Gaze. Je zastáncem palestinských snah o vlastní Palestinský stát; stoupence Hamásu a Hizballáhu označil v minulosti za „přátele“. Corbyn prohlásil, že nesouhlasí s tím co dělají Hamás a Hizballáh, ale v regionu nebude mír dokud spolu Izrael, Hamás a Hizballáh nezačnou jednat. Ve své kampani slíbil, že bude-li zvolen předsedou strany, omluví se za účast Británie v invazi do Iráku roku 2003.
Podle Corbyna by měl být bývalý labouristický premiér Tony Blair vyšetřován kvůli údajným válečným zločinům spáchaným během války v Iráku. Tony Blair reagoval v srpnu 2015 na růst Corbynových preferencí slovy: „I když mě třeba nesnášíte, prosím, nenechte Labouristickou stranu spadnout z útesu.“
Corbyn je kritikem úzké spolupráce Spojeného království se Saúdskou Arábií a odsoudil vojenskou intervenci v Jemenu pod vedením Saúdské Arábie, při které docházelo k páchání válečných zločinů a ke smrti mnoha jemenských civilistů. Corbyn opakovaně žádal zastavení dodávek britských zbraní do Saúdské Arábie.

## Údajná spolupráce s Československou StB
V únoru 2018 přinesl britský bulvární deník The Sun o Corbynově kontaktu s československými diplomaty pracujícími pro Státní bezpečnost. Podle veřejně přístupných záznamů došlo celkem ke třem schůzkám v letech 1986 a 1987. Mluvčí Labouristické strany v reakci na článek The Sun potvrdil setkání s československým diplomatem, nicméně zdůraznil, že si Corbyn nebyl vědom jeho příslušnosti k tajné policii a neposkytl mu jakékoliv důvěrné informace.
Tvrzení, že by šéf labouristů vědomě spolupracoval s StB, odmítla ředitelka Archivu bezpečnostních složek Světlana Ptáčníková i bývalý člen Ústavu pro studium totalitních režimů Radek Schovánek.

## Osobní život
Corbyn je potřetí ženatý, naposled se ženil v roce 2015. Má tři děti.
Rád jezdí na kole, auto nevlastní.